# Furesøbad
Furesøbad er et gammelt badested med en kunstigt anlagt badestrand. Det ligger ved Furesø i Nørreskoven ved Fiskebæk midtvejs mellem Værløse og Farum.
Hertil kommer et søsportscenter med roklub, kanoklub, kajakklub, sejlklub, windsurfingklub.
Om sommeren er der tradition for personsejlads på Furesøen. Den varetages af Bådfarten, der også sejler på Lyngby Sø og Bagsværd Sø. Der er anløbsbro ved Furesøbad og ved Kollekolle.
Der findes en kiosk, der holder åbent om sommeren – og en restaurant, som holder åbent hele året rundt, og som har udsigt over Furesøen.
Stedet ejes efter kommunalreformen 2007 af Furesø Kommune. Stedet var tidligere ejet af Værløse Kommune og Farum Kommune i fællesskab. Furesøbad lå i den tidligere Værløse Kommune, men i begyndelsen af 2000-tallet overtog Farum kommune driften og ejerskabet og forsøgte at ændre navnet til Farum Marina. Her gjorde skovrideren for Nørreskov opmærksom på, at Furesøbad skulle forblive det originale navn for stedet.